# Ikorta
Ikorta (georgiska: იკორთა) är en ort i Georgien. Den ligger i den centrala delen av landet, 80 km nordväst om huvudstaden Tbilisi. Ikorta ligger 1 021 meter över havet.